# Hugh le Despenser, 1. Baron le Despenser († 1349)
Hugh le Despenser, 1. Baron le Despenser (* um 1308; † 8. Februar 1349) war ein englischer Adliger.

## Herkunft und Jugend
Hugh le Despenser entstammte der Familie Despenser. Er war der zweite Sohn seines gleichnamigen Vaters Hugh le Despenser und von Eleanor de Clare. Seine Mutter wurde 1314 zur Miterbin der reichen Besitzungen der Familie Clare, sein Vater wurde 1318 Favorit von König Eduard II. Nach dem Sieg über eine Gruppe rebellischer Barone hatte sein Vater ab 1322 erheblichen Einfluss auf den König. Sein Vater plante nun, ihn mit Elizabeth Comyn, einer der Teilerbinnen des Earl of Pembroke zu verheiraten. Diesen Plan verwarf er jedoch, nachdem er im Frühjahr Elizabeth unter Androhung von Gewalt gezwungen hatte, zugunsten der Despensers auf ihr Erbe zu verzichten.
Da sein Vater großen politischen Einfluss hatte, wurde der junge Hugh in die Diplomatie des Königs eingebunden. Bereits im Frühjahr 1323 hatte er während der Waffenstillstandsverhandlungen mit Schottland als Geisel für die Sicherheit der schottischen Gesandten gedient. Im Sommer 1325 sollte er zum Gefolge des Königs reisen, als dieser nach dem Ende des Kriegs von Saint-Sardos nach Frankreich reisen wollte.

## Rolle während des Sturzes von Eduard II. und Gefangenschaft während der Regentschaft Mortimers
Im Herbst 1326 wurde die Herrschaft von Eduard II. und Despenser gestürzt, auf seiner Flucht ließ Despenser im November 1326 seinen minderjährigen Sohn Hugh in Caerphilly Castle, einer starken Burg im walisischen Glamorgan zurück. Die Burg wurde von einer starken Besatzung unter Sir John Felton verteidigt, die sich auch nach der Gefangennahme und der Hinrichtung Despensers nicht den königlichen Truppen ergab. Erst am 20. März 1327 ergab sich die Besatzung unter der Bedingung, dass dem jungen Despenser kein Schaden zugefügt würde. Der minderjährige Despenser kam zunächst in die Vormundschaft von Thomas Gurney, der ihn aber im Dezember 1328 nach Bristol Castle bringen musste. Anschließend blieb Despenser in  Gefangenschaft, bis der Regent Roger Mortimer, der zusammen mit Königin Isabella die Herrschaft übernommen hatte, 1330 durch einen Staatsstreich des jungen Königs Eduard III. gestürzt wurde. Daraufhin wurde Despenser im Juli 1331 freigelassen.

## Dienst als Militär unter Eduard III.
Nach dem Tod seiner Mutter erbte Despenser am 21. Juli 1337 deren Besitzungen, darunter Glamorgan mit Caerphilly Castle. Am 15. November 1338 wurde er als Baron by Writ in das Parlament berufen und somit zum Baron le Despenser erhoben. Während des Hundertjährigen Krieges kämpfte er 1340 in der Seeschlacht von Sluis. 1346 nahm er am Feldzug des Königs nach Nordfrankreich und an der Schlacht von Crecy teil.

## Heirat und Erbe
Am 27. April 1341 hatte Despenser Elizabeth, eine Tochter von William Montagu, 1. Earl of Salisbury und von Catherine Grandison geheiratet, sie war die Witwe von Giles de Badlesmere, 2. Baron Badlesmere. Die Ehe blieb kinderlos, so dass sein Titel mit seinem Tod erlosch. Seine Besitzungen erbte Edward le Despenser, ein Sohn seines gleichnamigen Bruders. Seine Witwe Elizabeth heiratete in dritter Ehe Guy Brian, 1. Baron Brian.